# Gözcüler, Arsuz
Gözcüler là một thị trấn thuộc huyện Arsuz, tỉnh Hatay, Thổ Nhĩ Kỳ. Dân số thời điểm năm 2011 là 7.816 người.